# Ата Теаотаї
Ата Теаотаї (англ. Ata Teaotai) — політик Кірибаті, голова парламенту, виконував обов'язки президента країни від травня до жовтня 1994 року.